# 圣马夏尔德瓦莱特
圣马夏尔德瓦莱特（法語：Saint-Martial-de-Valette，法語發音：[sɛ̃ maʁsjal də valɛt]）是法国多尔多涅省的一个市镇，位于该省北部，属于农特龙区。

## 地理
圣马夏尔德瓦莱特（45°30'59"N, 0°39'1"E）面积15.71 平方千米，位于法国新阿基坦大区多爾多涅省，该省份为法国西南部内陆省份，是法國本土面积第三大的省，大致对应佩里戈尔地区，北起顺时针与夏朗德省、上维埃纳省、科雷兹省、洛特省、洛特-加龙省、吉倫特省和滨海夏朗德省接壤。
与圣马夏尔德瓦莱特接壤的市镇（或旧市镇、城区）包括：圣马丹勒潘、尼佐讷河畔圣弗龙、农特龙、索圣昂热勒、吕萨和农特罗诺、佩里戈尔地区马勒伊。

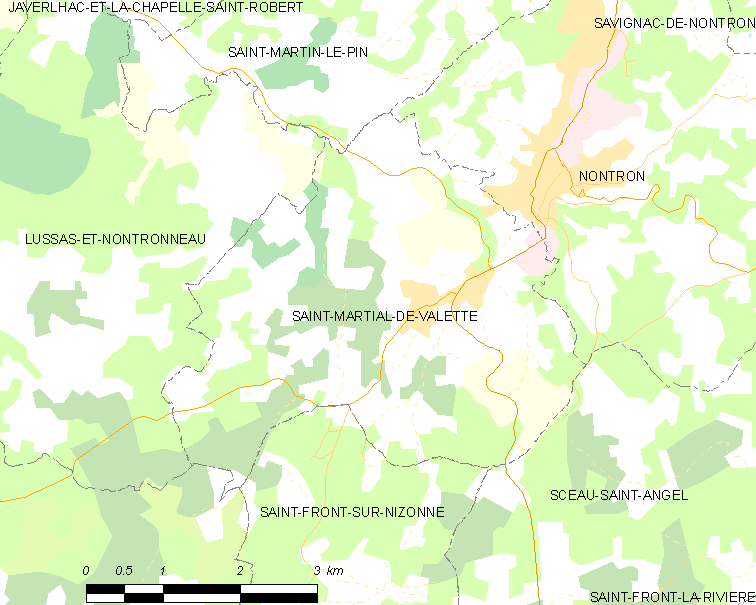
圣马夏尔德瓦莱特的OSM定位图

圣马夏尔德瓦莱特的时区为UTC+01:00、UTC+02:00（夏令时）。

## 行政
圣马夏尔德瓦莱特的邮政编码为24300，INSEE市镇编码为24451。

## 政治
圣马夏尔德瓦莱特所属的省级选区为农特龙绿色佩里戈尔县。

## 人口

1962-2008年间圣马夏尔德瓦莱特人口变化图示

圣马夏尔德瓦莱特于2022年1月1日时的人口数量为801人。